# Erik Bruhn
Erik Bruhn, rodným jménem Belton Evers (3. října 1928 Kodaň – 1. dubna 1986 Toronto) byl dánský baletní tanečník a choreograf.

## Život
Balet studoval od devíti let v Královském dánském baletu. Na scéně Kodaňské královské opery debutoval v roce 1947, v osmnácti letech, v baletu Haralda Landera Thorvaldsen. V roce 1949 se stal sólistou kodaňské scény. Toho roku však prvně tančil též v American Ballet Theatre v New Yorku, kde strávil největší část kariéry (ačkoli formálně zůstával dlouho absentujícím členem kodaňské opery, do roku 1961). Vystřídal ale i mnoho dalších scén v severní Americe a Evropě (New York City Ballet, Pařížská opera, Královský balet v Londýně, National Ballet of Canada). Občas se objevil i ve filmu, nejvíce se proslavil v taneční pasáži amerického filmu Hans Christian Andersen z roku 1952. Díky dánské tradicionalistické škole a vrozené eleganci (pro niž byl označován tradičním titulem "danseur noble") se nejvíce uplatnil v klasických romantických rolích (Labutí jezero, La Sylphide apod.).
V letech 1967–1972 byl ředitelem Švédské královské opery. Od roku 1983 až do své smrti pak Kanadského národního baletu. V roce 1963 byl vyznamenán dánským řádem Dannebrog.
Byl homosexuálem, jeho dlouholetým životním partnerem (1961–1986) byl ruský tanečník Rudolf Nurejev.